# Gary Allan
Gary Allan Herzberg (La Mirada (California), Estados Unidos; 5 de diciembre de 1967) es un cantante de música country estadounidense.

## Biografía
Gary Allan nació y creció en La Mirada, California. Para asegurarse de que la familia se centraran en la música, la madre de Gary insistió en que las guitarras de la familia siguiera siendo siempre visible en el hogar. A la edad de trece años, Allan comenzó a tocar en Honky Tonks con su padre. Dos años más tarde, se le ofreció su primer contrato discográfico, de A&M Records, pero rechazó la oferta. Sus padres querían que terminara su educación y su padre sentía que Allan todavía tenía que desarrollar su propio estilo distintivo. A pesar de su compromiso de terminar la escuela, Allan dice que estaba raramente alerta en clase. "Tocaba en los bares por la noche, y estaba medio dormido cuando en la escuela. Pensaba que dormir era lo que hacia cuando iba a la escuela".
Después de terminar la escuela, él continuó tocando en los bares con su banda, Honky Tonk Wranglers. Muchos de los lugares en los que tocaban estaban llenos, y los promotores a menudo trataban de mover a los grandes clubes. Los movimientos habrían exigido que deje de tocar algo de la música más vieja, tales como covers de George Jones, así que Allan se negó.

## Vida personal
En 1987, Gary se casó con su primera esposa, Tracy Taylor. Ellos ya divorciados. Se casó con la modelo Danette Day el 28 de noviembre de 1998 en Carolina del Sur y se divorciaron en junio de 1999. Su tercera esposa, Angela (con quien se casó el 5 de junio de 2001), se suicidó el 25 de octubre de 2004.